# Повесть о лесном великане
«Повесть о лесном великане» — советский цветной художественный фильм, поставленный на киностудии «Моснаучфильм» в 1954 году режиссёром Александром Згуриди.

## Сюжет
Далеко на Севере, в одном из заповедников, научные работники поставили задачу: создать домашнее животное, полностью приспособленное к жизни и работе в тайге. Для этого решили приручить лосей: добиться, чтобы они жили стадом, круглый год кормились на свободе в лесу, но послушно приходили на зов человека. О жизни диких лосей, о том, как люди подчиняют их своей воле, и расскажет эта повесть.
В Северном заповеднике дети находят лосёнка, мать которого задрал медведь, и помогают выжить маленькому Рыжику. Проходит время. Стадо лосей, воспитанных людьми, выпускают в лес. Но вожака стада убивает браконьер, и Рыжик, воспитанник двенадцатилетнего Егора, занимает его место.

## В ролях
- Олег Жаков — Никандр Петрович Дудин
- Людмила Скопина — Варвара Михайловна Дудина
- Лев Свердлин — Владимир Васильевич
- Сергей Морской — Валентин Николаевич Круглов
- Иван Кузнецов — Остап Андреевич
- Виктор Кулаков — Назарка
- Владимир Дорофеев — дядя Яша
- Мария Яроцкая — бабушка
- Геня Румянцев — Егорушка
- Вера Кондакова — Надя

## Съёмочная группа
- Авторы сценария и режиссёры — Александр Згуриди, Дмитрий Ерёмин
- Научные консультанты — П. Мантейфель, П. Петряев, Е. Кнорре, Г. Шубин
- Оператор — Нина Юрушкина
- Художник — Ефим Дешалыт
- Композитор — Юрий Левитин
- Звукооператоры — Алексей Машистов, Николай Косарев, Владимир Кутузов
- Художники-гримёры — В. Крыжановская, В. Графова
- Монтажёры — Наталия Дзугутова, Е. Шкультина
- Второй режиссёр — Борис Гольденбланк
- Вторые операторы — А. Попов, В. Пустовалов
- Директор картины — Н. Макаров